# Governatori generali delle Isole Salomone
Il governatore generale delle Isole Salomone è il rappresentante della monarchia britannica nelle Isole Salomone dall'indipendenza della colonia il  7 luglio 1978. Dal 2024 il governatore generale è David Tiva Kapu.

## Funzioni
Il Governatore generale delle Isole Salomone rappresenta in sua vece in qualità di Capo dello Stato insulare nella persona della Regina d'Inghilterra e del Commonwealth che lo sostituisce.
La Regina del Commonwealth britannico è Elisabetta II del Regno Unito.
Quello che segue è un elenco di governatori generali delle Isole Salomone, sia durante il protettorato britannico (1893–1975) che durante l'indipendenza.

## Elenco

### Commissari residenti del protettorato delle Isole Salomone (1896–1953)
Il commissario residente fu una carica subordinata a quella di Alto Commissario per il Pacifico occidentale che, sino al 3 luglio 1952, fu il Governatore delle Figi.
- Charles Morris Woodford (1896–1915)
- Frederick Joshua Barnett (1915–1917)
- Charles Rufus Marshall Workman (1917–1921)
- Richard Rutledge Kane (1921–1929)
- Francis Noel Ashley (1929–1939)
- William Sydney Marchant (1939–1943)
- Owen Cyril Noel (1943–1950)
- Henry Graham Gregory-Smith (1950– 1 gennaio 1953)

### Governatori delle Isole Salomone (1953–1978)
Dal 3 luglio 1952, Figi (e Tonga) vennero separate dai Territori britannici del Pacifico occidentale. Venne creato quindi un Alto Commissariato separato. L'alto commissario rimase temporaneamente di sede nelle Figi, ma si spostò quindi a Honiara nelle Isole Salomone alla fine del 1952 e dal 1 gennaio 1953 il suo ruolo venne combinato a quello di governatore delle Isole Salomone.
- Robert Christopher Stafford Stanley (3 luglio 1952 – luglio 1955)
- John Gutch (luglio 1955 – 4 marzo 1961)
- David Trench (4 marzo 1961 – 16 giugno 1964)
- Robert Sidney Foster (16 giugno 1964 – 1968)
- Michael David Irving Gass (6 marzo 1969 – 1973)
- Donald Luddington (1973–1976)
- Colin Allan (1976 – 7 luglio 1978)

### Governatori generali delle Isole Salomone (1978-oggi)
- Baddeley Devesi (1978-1988)
- George Lepping (1988-1994)
- Moses Pitakaka (1994-1999)
- John Lapli (1999-2004)
- Nathaniel Waena (2004-2009)
- Frank Kabui (2009-2019)
- David Vunagi (2019-2024)
- David Tiva Kapu (2024-oggi)